# Gerbilliscus robustus
Gerbilliscus robustus es una especie de roedor de la familia Muridae.

## Distribución geográfica
Se encuentra en República Centroafricana, Chad, Eritrea, Etiopía, Kenia, Somalia, Sudán, Sudán del Sur, Tanzania, Uganda, posiblemente en Camerún y Nigeria.

## Hábitat
Su hábitat natural son: sabanas, campos de gramíneas, subtropicales o tropicales, tierras de cultivo y zonas urbanas.